# Nobuko Takagi
Nobuko Takagi (高樹 のぶ子, Takagi Nobuko, 9 de abril de 1946)  é o nome profissional de Nobuko Tsuruta (鶴田 信子, Tsuruta Nobuko), uma escritora japonesa. Ela ganhou o Prêmio Akutagawa com Hikari idaku tomo yo (光抱く友よ), o Prêmio Tanizaki com Tōkō no ki (透光の樹) e recebeu a honra Pessoa de Mérito Cultural. 

## Biografia
Nobuko Takagi nasceu na província de Yamaguchi em 9 de abril de 1946. Em 1968, Takagi se formou em artes pela Universidade Cristã de Mulheres de Tóquio. Depois de se graduar, trabalhou em uma editora por dois anos, casou-se com seu primeiro marido em 1971 e teve um filho. Em 1974, Takagi mudou-se para Fukuoka. Em 1978, divorciou-se do primeiro marido e casou-se com o segundo marido, Tetsuro Tsuruta, em 1980.
Takagi começou a escrever histórias de amor e estreou na ficção em 1980 com Sono hosoki michi (その細き道). Suas primeiras obras foram publicadas na revista Bungakukai e foram indicadas para o Prêmio Akutagawa, mas foi Hikari idaku tomo yo (光抱く友よ) que conquistou o 90º Prêmio Akutagawa em 1983. Em linhas gerais, o livro conta a história da vida emocional de duas meninas do ensino médio.
Seus trabalhos subsequentes continuaram a explorar o amor romântico de várias formas, incluindo o amor inocente, o amor matrimonial, casos extraconjugais e triângulos amorosos. Seu romance de 1994, Tsuta moe (蔦燃) ganhou o 1º Prêmio Shimase de Histórias de Amor (島清恋愛文学賞（しませれんあいぶんがくしょう）, Shimase ren'ai bungakushō). Outros exemplos de livros com temas românticos incluem Hyōen (氷炎), publicado em 1993, que conta a história de dois ex-amantes que precisam se reencontrar quando suas filhas de seus atuais casamentos se ferem no mesmo acidente de carro; Tōkō no ki (透光の樹), publicado em 1999, que ganhou o 35º Prêmio Tanizaki,; e Hyakunen no yogen (百年の預言), de 2000, sobre dois amantes que encontram uma partitura de uma música contendo um código secreto que ajudará a Romênia a alcançar sua liberdade política. Em 2004, Takagi publicou Maimai Shinko (マイマイ新子), uma versão novelizada de sua autobiografia que mais tarde foi adaptada para o filme Mai Mai Miracle, estrelado por Mayuko Fukuda. Em 2011, sua obra Tomosui (トモスイ)ganhou o 36º Prêmio de Literatura Kawabata Yasunari. 
Em 2008, Takagi atuou como professora convidada na Universidade de Kyushu. Em 2018, ela recebeu a honra Pessoa de Mérito Cultural. Além disso, Takagi é membro do comitê de seleção do Prêmio Akutagawa.

## Prêmios
- 1984 - 90º Prêmio Akutagawa (1983 下) - Hikari idaku tomo yo (光抱く友よ)[3]
- 1994 - 1º Prêmio Shimase de Histórias de Amor - Tsuta moe (蔦燃)[4]
- 1999 - 35º Prêmio Tanizaki - Tōkō no ki (透光の樹)[6]
- 2011 - 36º Prêmio de Literatura Kawabata Yasunari[8]
- 2018 - Pessoa de mérito cultural[10]

### Obras selecionadas em japonês
- Hikari idaku tomo yo (光抱く友よ). Shinchosha, 1984. ISBN 9784103516019
- Tsuta moe (蔦燃). Kodansha, 1994. ISBN 9784062067126
- Tōkō no ki (透光の樹). Bungeishunjū, 1999. ISBN 9784163182704
- Maimai Shinko (マイマイ新子). Magajin Hausu, 2004. ISBN 9784838715312
- Tomosui (トモスイ). Shinchosha, 2011. ISBN 9784103516088